# 韦雷托
韦雷托（義大利語：Verretto），是意大利帕维亚省的一个市镇。总面积2.73平方公里，人口379人，人口密度138.8人/平方公里（2009年）。国家统计（ISTAT）代码为018174。